# ياكير
ياكير (بالعبرية: יקיר) مستوطنة إسرائيلية مدنية سكنية أقيمت عام 1981 على أراضي وادي قانا، فهي تقوم على أراضي بلدات دير استيا، بديا، قراوة بني حسان شمال غرب محافظة سلفيت، أقامتها حركة غوش ايمونيم العنصرية، وتتبع إداريًا مجلس شمرون الإقليمي، سميت بهذا الاسم نسبة إلى أحدهم في سفر إرميا، ترتفع عن سطح البحر حوالي 420 متر عن سطح البحر، وقد سيطرت على مساحة 292 دونمًا حين بدأ تأسيسها، وتشهد المنطقة تجريفاً مستمراً بين الحين والآخر؛ فيما بلغ عدد سكانها حتى نهاية العام 2012 حوالي 1901 مستوطن.
تحول وادي قانا الذي تقوم عليه المستوطنة من محمية طبيعية إلى مكرهة صحية؛ وبذلك بسبب تدفق مجاري المستوطنات التي تعلو الوادي.

## الجانب القانوني
يعتبر المجتمع الدولي المستوطنات الإسرائيلية في الضفة الغربية غير قانونية بموجب القانون الدولي، لكن الحكومة الإسرائيلية تعارض ذلك.